# Alydidae
Alydidae é uma família de insetos hemípteros da superfamília Coreoidea. São semelhantes a Rhopalidae e Coreidae, mas a cabeça é relativamente mais ampla e corpo geralmente longo e estreito. Habitam vegetações ao longo de estradas e em áreas arborizadas. Todos são fitófagos, a subfamília Alydinae alimenta-se principalmente de Fabaceae (muitas vezes em sementes); enquanto que a subfamília Micrelytrinae, principalmente de gramíneas. Variam de 10-18 mm. Muitos fedem pior do que percevejos (Pentatomidae).